# 雌-1,3,5(10)-三烯
雌-1,3,5(10)-三烯或雌甾-1,3,5(10)-三烯（英語：estra-1,3,5(10)-triene，美式英语中为：Estrin，英式英语中为：Oestrin）是一种雌烷甾体，在C1、C2、C3、C4、C5和C10位置上脱氢，形成三个双键结构，是多种雌激素如雌二醇、雌酮、雌三醇的结构母核。和这些雌激素衍生物不同，estrin本身没有雌激素活性，因为C3位上的羟基基团和/或C17位上的羟基或羰基对其与雌激素受体的親和力是必要的。

雌酮，E1
雌二醇，E2

雌三醇，E3
雌四醇，E4